# Vuelta a España 1974
La Vuelta a España 1974, ventinovesima edizione della corsa, si svolse in diciannove tappe, ottava, decima e ultima suddivise in due semitappe, precedute da un cronoprologo iniziale, dal 23 aprile al 12 maggio 1974, per un percorso totale di 2987 km. La vittoria fu appannaggio dello spagnolo José Manuel Fuente, che completò il percorso in 86h48'18", precedendo il portoghese Joaquim Agostinho e il connazionale Miguel María Lasa.

## Tappe
| Tappa  | Data      | Percorso                                                           | km   | Vincitore di tappa      | Leader cl. generale |
| ------ | --------- | ------------------------------------------------------------------ | ---- | ----------------------- | ------------------- |
| Prol.  | 23 aprile | Almería > Almería (cron. individuale)                              | 5    | Roger Swerts            | Roger Swerts        |
| 1ª     | 24 aprile | Almería > Almería                                                  | 98   | Eddy Peelman            | Roger Swerts        |
| 2ª     | 25 aprile | Almería > Granada                                                  | 187  | Eric Leman              | Bernard Thévenet    |
| 3ª     | 26 aprile | Granada > Fuengirola                                               | 161  | Rik Van Linden          | Bernard Thévenet    |
| 4ª     | 27 aprile | Marbella > Siviglia                                                | 206  | Rik Van Linden          | Domingo Perurena    |
| 5ª     | 28 aprile | Siviglia > Cordova                                                 | 139  | Domingo Perurena        | Domingo Perurena    |
| 6ª     | 29 aprile | Cordova > Ciudad Real                                              | 211  | Eddy Peelman            | Domingo Perurena    |
| 7ª     | 30 aprile | Ciudad Real > Toledo                                               | 126  | Domingo Perurena        | Domingo Perurena    |
| 8ª-1ª  | 1º maggio | Toledo > Madrid                                                    | 167  | Roger Swerts            | Domingo Perurena    |
| 8ª-2ª  | 1º maggio | Circuito del Jarama (cron. a squadre)                              | 4    | KAS                     | Domingo Perurena    |
| 9ª     | 2 maggio  | Madrid > Los Ángeles de San Rafael                                 | 158  | José Manuel Fuente      | Domingo Perurena    |
| 10ª-1ª | 3 maggio  | Los Ángeles de San Rafael > Los Ángeles de San Rafael (cron. ind.) | 5    | Raymond Delisle         | José Manuel Fuente  |
| 10ª-2ª | 3 maggio  | Los Ángeles de San Rafael > Avila                                  | 125  | Martin Martínez         | José Manuel Fuente  |
| 11ª    | 4 maggio  | Avila > Valladolid                                                 | 168  | José Luis Uribezubia    | José Manuel Fuente  |
| 12ª    | 5 maggio  | Valladolid > León                                                  | 203  | Roger Swerts            | José Manuel Fuente  |
| 13ª    | 6 maggio  | León > Monte Naranco                                               | 128  | José Manuel Fuente      | José Manuel Fuente  |
| 14ª    | 7 maggio  | Oviedo > Cangas de Onís                                            | 134  | Joaquim Agostinho       | José Manuel Fuente  |
| 15ª    | 8 maggio  | Cangas de Onís > Laredo                                            | 210  | Juan Manuel Santisteban | José Manuel Fuente  |
| 16ª    | 9 maggio  | Laredo > Bilbao                                                    | 133  | Gerben Karstens         | José Manuel Fuente  |
| 17ª    | 10 maggio | Bilbao > Miranda de Ebro                                           | 157  | Agustín Tamames         | José Manuel Fuente  |
| 18ª    | 11 maggio | Miranda de Ebro > Eibar                                            | 152  | Agustín Tamames         | José Manuel Fuente  |
| 19ª-1ª | 12 maggio | Eibar > San Sebastián                                              | 79   | Manuel Antonio García   | José Manuel Fuente  |
| 19ª-2ª | 12 maggio | San Sebastián > San Sebastián (cron. individuale)                  | 35,9 | Joaquim Agostinho       | José Manuel Fuente  |
| Totale | Totale    | Totale                                                             | 2987 |                         |                     |

## Classifiche finali

### Classifica generale
| Pos. | Corridore                | Squadra             | Tempo     |
| ---- | ------------------------ | ------------------- | --------- |
| 1    | José Manuel Fuente       | KAS-Kaskol          | 86h48'18" |
| 2    | Joaquim Agostinho        | Bic                 | a 11"     |
| 3    | Miguel María Lasa        | KAS-Kaskol          | a 1'09"   |
| 4    | Luis Ocaña               | Bic                 | a 1'58"   |
| 5    | Domingo Perurena         | KAS-Kaskol          | a 4'29"   |
| 6    | José Antonio González    | KAS-Kaskol          | a 5'56"   |
| 7    | Jean-Pierre Danguillaume | Peugeot-BP-Michelin | a 6'29"   |
| 8    | José Luis Uribezubia     | KAS-Kaskol          | a 6'33"   |
| 9    | Ventura Díaz             | Monteverde          | a 8'25"   |
| 10   | Roger Swerts             | Ijsboerke           | a 8'28"   |

### Classifica a punti
| Pos. | Corridore         | Squadra         | Punti |
| ---- | ----------------- | --------------- | ----- |
| 1    | Domingo Perurena  | KAS-Kaskol      | 210   |
| 2    | Eric Leman        | MIC-De Gribaldy | 186   |
| 3    | Miguel María Lasa | KAS-Kaskol      | 159   |

### Classifica scalatori
| Pos. | Corridore           | Squadra    | Punti |
| ---- | ------------------- | ---------- | ----- |
| 1    | José Luis Abilleira | La Casera  | 108   |
| 2    | José Manuel Fuente  | KAS-Kaskol | 61    |
| 3    | Luis Ocaña          | Bic        | 61    |